# Закрышкино
Закрышкино — упразднённая деревня в Вологодском районе Вологодской области России. Входила в Лесковское сельское поселение, а в рамках административно-территориального деления — в Лесковский сельсовет. Упразднена в 2024 году путём включения в черту деревни Смольево.

## География
Расположена была на реке Шолда. 
Расстояние по автодороге до районного центра Вологды — 22 км, до центра муниципального образования Лесково — 7 км. Ближайшие населённые пункты — Анциферово, Рогозкино, Смольево, Горшково, Высоково.

## Население
| 2010 |
| ---- |
| 29   |

По переписи 2002 года население — 37 человек (20 мужчин, 17 женщин). Преобладающая национальность — русские (97 %).